# Livermore (Maine)
Pour les articles homonymes, voir Livermore (homonymie).
Livermore est une ville américaine située dans le Comté d'Androscoggin, dans le Maine. Selon le recensement de 2020, sa population est de 2 127 habitants.